# Commiphora kraeuseliana
Commiphora kraeuseliana är en tvåhjärtbladig växtart som beskrevs av Hermann Heino Heine. Commiphora kraeuseliana ingår i släktet Commiphora och familjen Burseraceae. Inga underarter finns listade i Catalogue of Life.